# Marie José von Belgien

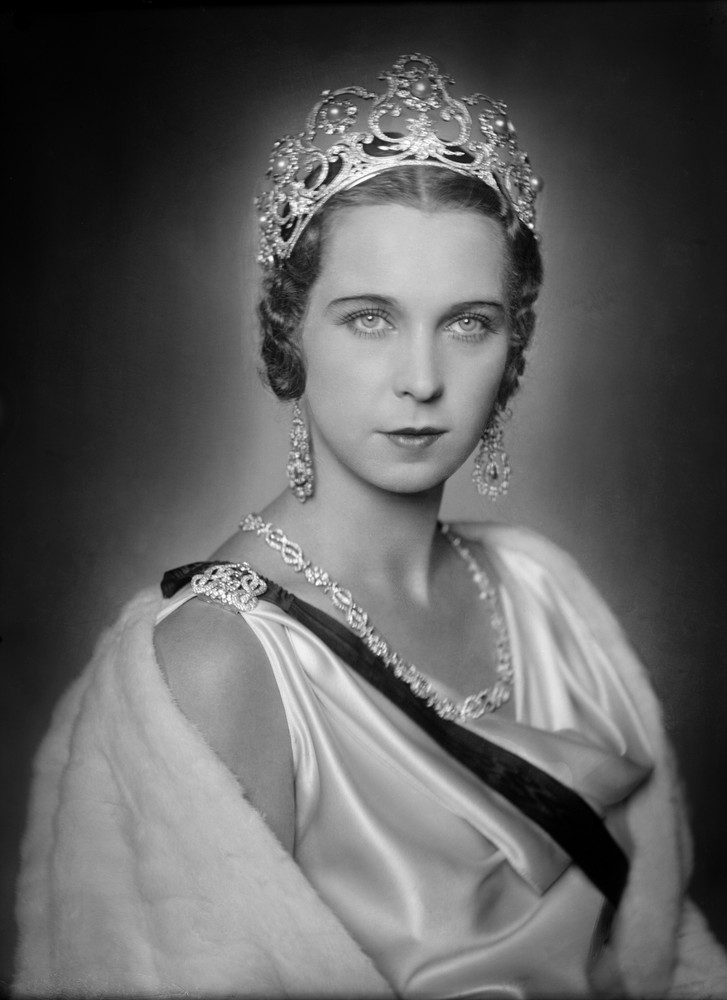
Marie José als Königin von Italien (1946)

Marie José von Belgien, vollständiger Name Marie José Charlotte Sophie Amélie Henriette Gabrielle (* 4. August 1906 in Ostende, Belgien; † 27. Januar 2001 in Genf, Schweiz) war eine Prinzessin aus dem Haus Sachsen-Coburg und Gotha und die letzte Königin von Italien. Ihre nur wenige Wochen dauernde Amtszeit als Königin brachte Marie José den Spitznamen „Maikönigin“ ein.

## Kindheit und Jugend
Prinzessin Marie José wurde am 4. August 1906 in Ostende, Belgien geboren. Sie war die einzige Tochter des belgischen Königs Albert I. und seiner Gemahlin Herzogin Elisabeth in Bayern. Sie wurde nach der Großmutter mütterlicherseits benannt, Infantin Maria Josepha von Portugal.

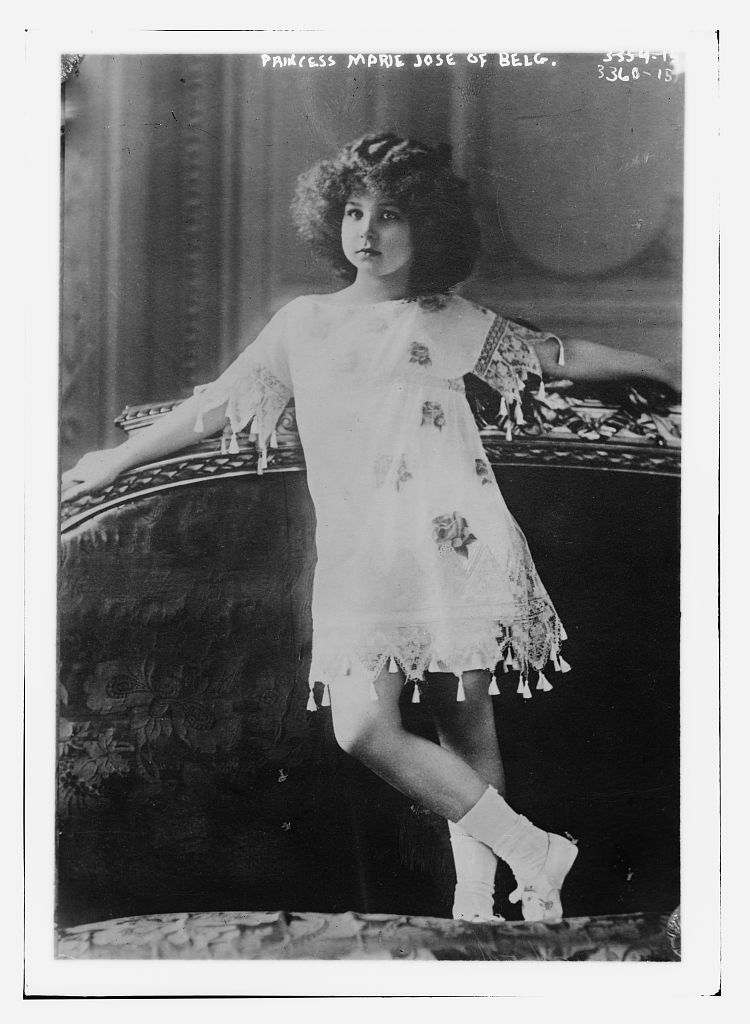
Prinzessin Marie José von Belgien (zwischen 1910 und 1915)

Sie verbrachte einen Großteil ihrer Kindheit gemeinsam mit ihren älteren Brüdern Leopold, dem späteren König Leopold III., und Charles in Brüssel. Die Prinzessin wurde von Gouvernanten und Hauslehrern zuhause unterrichtet. Der Unterricht konzentrierte sich auf Sprachen, Geschichte, Musik und höfische Tugenden. Früh entwickelte Marie José eine Leidenschaft für Musik und Künste. Neben Klavierstunden erhielt sie auch Geigenunterricht unter der Leitung des berühmten belgischen Geigers Eugène Ysaÿe, der ein Freund ihrer Mutter war.

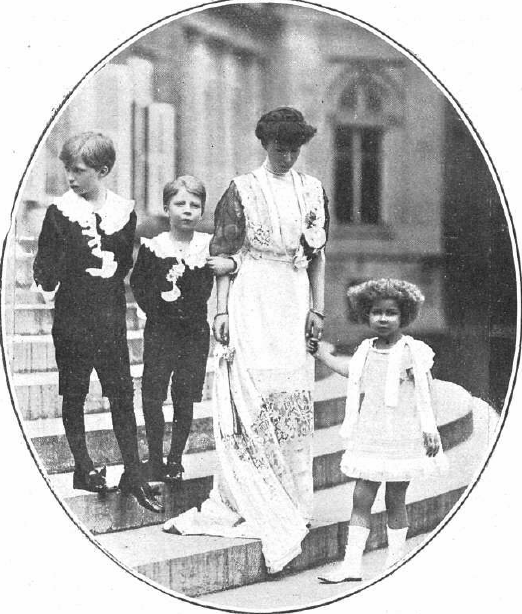
Marie José (rechts) mit ihrer Mutter und den Brüdern Leopold und Charles (1914)

Als 1914 der Erste Weltkrieg begann, musste die königliche Familie Brüssel verlassen. Um ihrer Sicherheit willen wurde Marie José mit ihrem Bruder Charles nach Großbritannien gebracht. Während ihres Aufenthaltes lebten die Geschwister im Haus des britischen Staatsmannes und ehemaligen Vizekönigs von Indien George Curzon. Zunächst besuchte die Prinzessin die Brentwood High School in Brentwood in der Grafschaft Essex. 1916 schickte man sie auf die Schule in der Villa Medici Poggio Imperiale bei Florenz.
In Italien lernte sie König Viktor Emanuel III. und dessen Familie kennen. Die damals zehnjährige Marie José freundete sich mit dem zwei Jahre älteren Kronprinzen Umberto an. Während ihr Bruder Charles nach Kriegsende nach Belgien zurückkehrte, blieb Marie José in Italien, um weiter zur Schule gehen zu können. Sie besuchte ihre Eltern immer wieder für einen kurzen Zeitraum in Laeken. Dort war das Leben streng und zeremoniell. 1924 besuchte Marie José ihren ersten Hofball. Zu diesem Anlass trug sie eine antike, mit Perlen und Diamanten besetzte Tiara, die ursprünglich Stéphanie de Beauharnais gehörte. Marie Josés Schulausbildung in Italien half ihr, sie auf das vorzubereiten, was als künftigte Rolle in diesem Land angesehen wurde. Immer wieder verabredete sie sich heimlich mit Kronprinz Umberto. Am 25. Oktober 1929 gab das Paar in Brüssel seine Verlobung bekannt.

## Heirat und erste Ehejahre

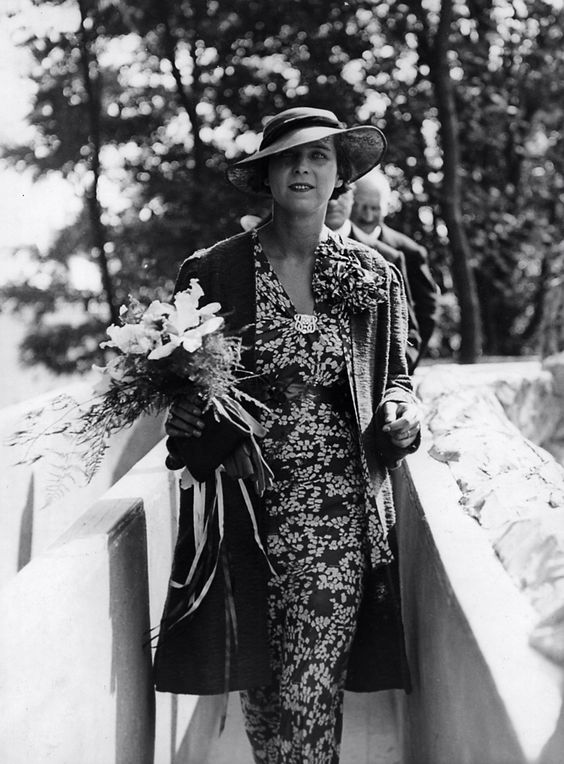
Kronprinzessin Marie José in den 1930er Jahren

Am 8. Januar 1930 heiratete Marie José in Rom Kronprinz Umberto von Italien. Es nahmen zahlreiche regierende und ehemalige Monarchen an den Feierlichkeiten teil. Von da an war sie Kronprinzessin sowie Prinzessin von Piemont. Mit ihrer Heirat sollte sie ihren Vornamen in die italienische Variation Maria Giuseppa ändern, doch sie weigerte sich.
Nach den Flitterwochen in San Rossore bei Pisa und Courmayeur zog das Paar in den Königlichen Palast in Turin. Schon bald wurden die unterschiedlichen Charaktere der beiden deutlich. Während Marie José als locker, spontan und unkonventionell beschrieben wurde, galt ihr Ehemann als pünktliche und engstirnige Person, die an den steifen militärischen Traditionen des Hauses Savoyen festhielt. Trotzdem war er aber auch als durchaus romantische Person bekannt. Da sie die militärischen Ambitionen Umbertos kaum teilte, zog es Marie José immer öfter zu Festivals, Konzerten oder Autofahrten, bei denen sie meist selbst am Steuer saß.
1931 wurde Umberto zum General befördert. Daraufhin zogen er und Marie José in eine Villa in Neapel. Die Villa erhielt nach der Geburt der ältesten Tochter 1934 den Namen Villa Maria Pia.
Das Paar hatte insgesamt vier Kinder:
- Maria Pia von Savoyen (* 24. September 1934 in Neapel; vollständig Maria Pia Elena Elisabetta Margherita Milena Mafalda Ludovica Tecla) 1. ⚭ 1955–1967 Alexander von Jugoslawien; 2. ⚭ 2003–2018 Michel de Bourbon-Parma
- Vittorio Emanuele von Savoyen (* 12. Februar 1937 in Neapel; † 3. Februar 2024; vollständig Vittorio Emanuele Alberto Carlo Teodoro Umberto Bonifacio Amadeo Damiano Bernardino) ⚭ 1971 Marina Ricolfi Doria
- Marie Gabriella von Savoyen (* 24. Februar 1940 in Neapel; vollständig Maria Gabriella Giuseppa Aldegonda Adelaide Ludovica Felicità) ⚭ 1969–1990 Robert Zellinger
- Maria Beatrice von Savoyen (* 2. Februar 1943 in Rom; vollständig Maria Beatrice Elena Margherita Ludovica Caterina Ramona) ⚭ 1970 Luis Reyna-Corvallán y Dillon

Vor ihrer Hochzeit hatte Marie José die Vorstellung, sie würde einen Prinzen heiraten und mit ihm allein in einem Schloss leben. Über die Ehe mit Umberto sagte die Prinzessin später in einem Interview: „Wir waren nie glücklich.“ Nach der Abschaffung der Monarchie ging das Paar getrennte Wege.

## Zweiter Weltkrieg

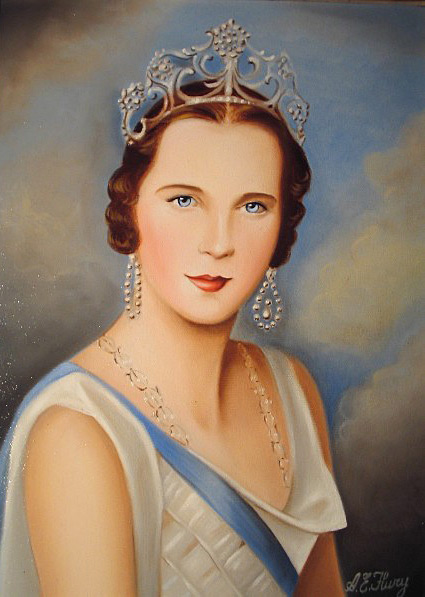
Königin Marie José (Porträt von Albert Edwin Flury, Datum unbekannt)

Im Oktober 1939 wurde Marie José Präsidentin des italienischen Roten Kreuzes. Gemeinsam mit Anne, Herzogin von Aosta, der Frau von Amadeus, 3. Herzog von Aosta, besuchte sie die Zeremonie, in der sie zur Präsidentin ernannt wurde. Sie reagierte sehr bestürzt, als die deutsche Wehrmacht im Juni 1940 Belgien überfiel. Daraus entwickelte sich schnell eine Abneigung gegen alles Deutsche.
Während des Zweiten Weltkriegs war die Kronprinzessin eine der wenigen diplomatischen Kanäle zwischen den Achsenmächten und den anderen europäischen Ländern, die in den Krieg involviert waren. Ein britischer Diplomat in Rom stellte fest, Marie José sei das einzige Mitglied der Königsfamilie gewesen, das ein gutes politisches Urteil hatte. 1943 beteiligte sie sich vergeblich an Versuchen, einen Friedensvertrag zwischen Italien und den Vereinigten Staaten zu vereinbaren. Ihr wurde ein Gesprächspartner aus dem Vatikan zur Seite gestellt. Dieser war der Diplomat Giovanni Battista Montini, der später Papst Paul VI. wurde. Ihre Versuche unternahm sie allerdings ohne Kenntnis ihres Mannes oder Schwiegervaters. Nach ihrem Scheitern schickte König Viktor Emanuel III. Marie José mit ihren Kindern nach Sarre in der Region Aostatal. So wurde versucht, Marie José aus jeglicher Politik fernzuhalten.
Die Prinzessin war wohl eines der wenigen Mitglieder der königlichen Familie, das mit den Partisanen sympathisierte. Als sie nach dem Waffenstillstand im September 1943 mit ihren Kindern in die Schweiz ging, schmuggelten einige Partisanen Waffen, Nahrung und Geld für sie. Es wurde sogar vorgeschlagen, Marie José zur Anführerin einer Partisanenbrigade zu machen, doch das lehnte sie ab.

## Zeit als Königin und Leben im Exil

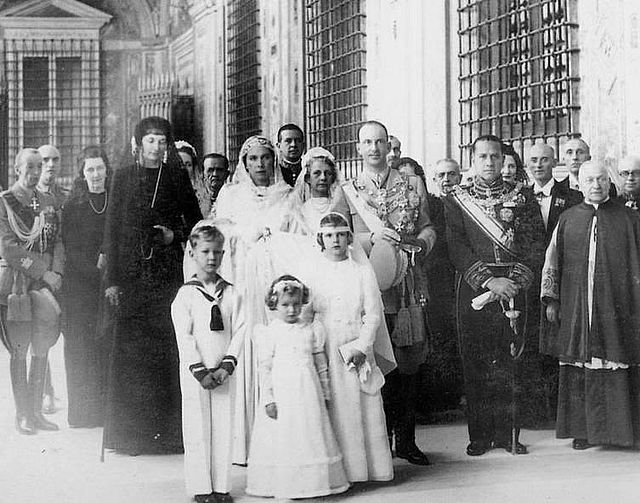
Königin Marie José und König Umberto mit ihren Kindern und der königlichen Familie besuchen Papst Pius XII. anlässlich der Thronbesteigung im Jahr 1946

Am 9. Mai 1946 folgte Umberto seinem Vater nach dessen Abdankung als König von Italien und Herzog von Savoyen nach. So wurde Marie José an seiner Seite Königin. Sie und Umberto unternahmen eine mehrwöchige Reise und bereisten das vom Krieg zerstörte Italien. Bei der Bevölkerung hinterließ das junge Königspaar einen positiven Eindruck. Bis zum formalen Ende der Monarchie in Italien am 18. Juni 1946 war sie für 40 Tage die letzte Königin des Landes.
Nach Abschaffung der Monarchie ging Marie José mit ihrer Familie ins Exil nach Portugal. Marie José verließ Portugal bereits 1957 und ging gemeinsam mit ihren Kindern in die Schweiz nach Merlinge bei Genf. Dort verbrachte sie die meiste Zeit ihres restlichen Lebens. König Umberto II. blieb bis zu seinem Tod 1983 in Cascais. Das Paar trennte sich zwar, ließ sich aber nicht scheiden, teils aus politischen Gründen. Die republikanische Verfassung verbot nicht nur die Wiederherstellung der Monarchie, sondern auch, dass männliche Mitglieder des Hauses Savoyen italienischen Boden betreten durften. Dennoch hegte Umberto Hoffnung auf eine Rückkehr auf den Thron. Beide waren sehr fromme Katholiken und hielten eine Scheidung für einen katholischen König schädlich.

## Letzte Lebensjahre

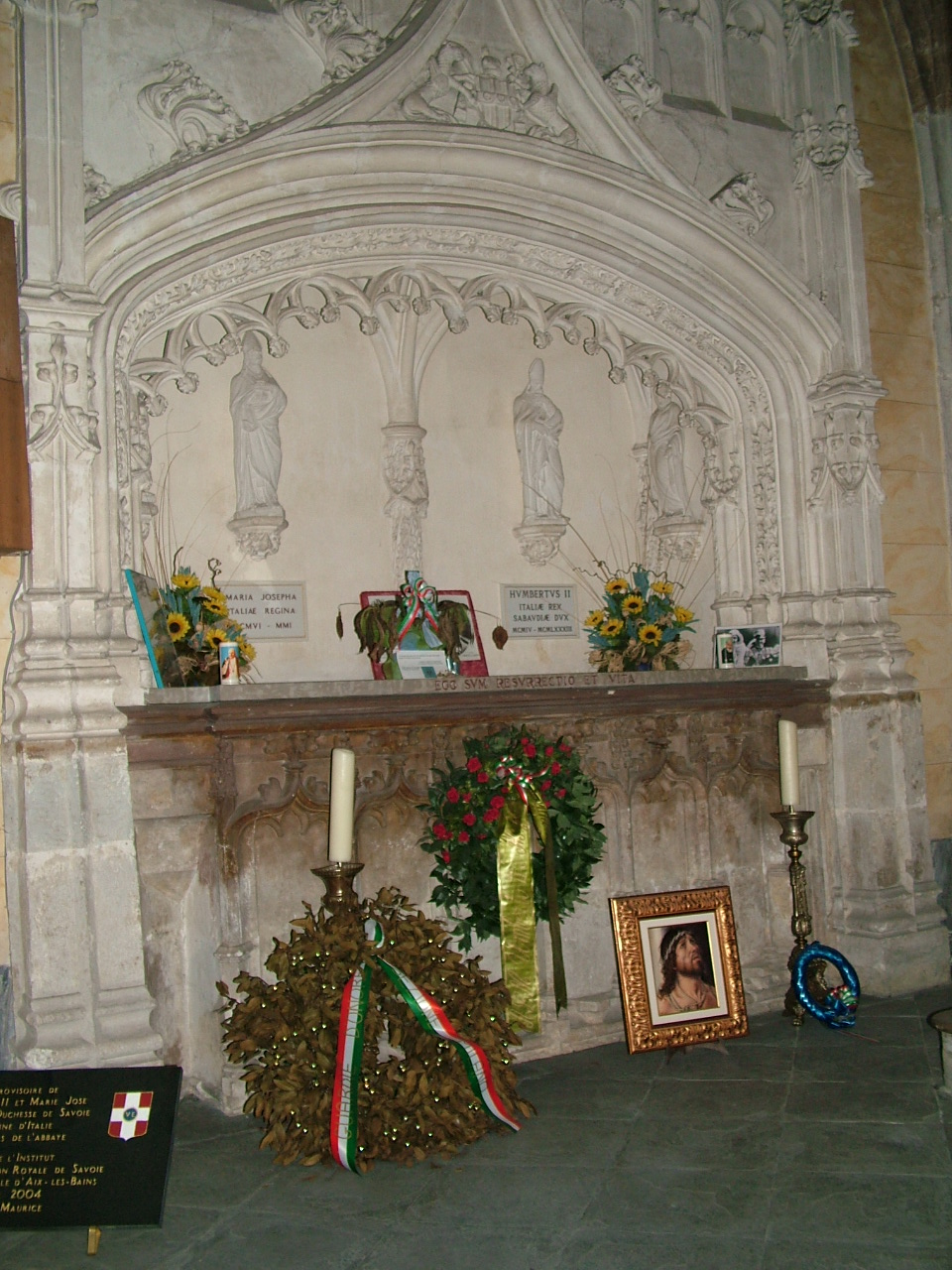
Grab von Königin Marie José und ihres Mannes Umberto II.

Einige Jahre lebte Marie José bei ihrer Tochter Maria Beatrice und deren Kindern in Mexiko, reiste in diesen Jahren ausgiebig und befasste sich weiterhin mit Musik und Kunst. Sie schrieb mehrere Bücher über ihre Familie und die Geschichte des Hauses Savoyen. Für ihre Tätigkeiten erhielt sie den französischen Orden der Ehrenlegion. Nach dem Tod ihres Ehemanns 1983 kehrte sie erstmals nach Italien zurück.
Sie starb am 27. Januar 2001 in ihrem Schweizer Exil in Genf und wurde am 2. Februar des gleichen Jahres an der Seite ihres verstorbenen Ehemannes Umberto II. in der Abtei von Hautecombe in Savoyen bestattet. 2000 Gäste waren bei der Beisetzung der letzten italienischen Königin anwesend, darunter ihr Neffe König Albert II. von Belgien, König Juan Carlos I. von Spanien und Farah Pahlavi, die letzte iranische Kaiserin. Marie Josés Tod hatte maßgeblich dazu beigetragen, dass die italienische Regierung ihre Verfassung änderte, sodass es männlichen Mitgliedern des Hauses Savoyen möglich war, Italien zu besuchen.
Die letzte italienische Königin Marie José folgte dem Beispiel ihrer Mutter und inspirierte einen Musikwettbewerb. Der internationale Musikkompositionspreis der Königin Marie José findet seit 2000 alle zwei Jahre in der Schweiz statt.